# Odpůrčí žaloba
Odpůrčí žalobou se věřitel může ochránit před právním jednáním dlužníka, které zkracuje jeho vykonatelnou pohledávku. Jestliže soud žalobě vyhoví, určí, že napadené právní jednání dlužníka je vůči věřiteli neúčinné. Nejde pak o právní jednání všeobecně neplatné, pouze nevyvolává vůči věřiteli právní následky. 
V českém právu odpůrčí žaloba vychází z hmotněprávní úpravy relativní neúčinnosti právních jednání, obsažené v § 589–599 občanského zákoníku, která od roku 2014 nahradila procesněprávní tzv. odporovatelnost právních úkonů podle § 42a občanského zákoníku z roku 1964. Zcela zvláštní a samostatná je pak úprava odpůrčí žaloby v insolvenčním řízení podle § 235–243 insolvenčního zákona.

## Obecná odpůrčí žaloba
Řízení je vedeno jako klasické sporné podle občanského soudního řádu, věřitel ovšem nemůže svou žalobu na určení právní neúčinnosti směřovat proti dlužníkovi, ale proti té osobě, v jejíž prospěch bylo právní jednání dlužníka učiněno, nebo které z něho vznikl prospěch, případně proti právnímu nástupci. Jestliže bude úspěšný, bude moci následně požadovat uspokojení své pohledávky z toho, co díky právně neúčinnému jednání z dlužníkova majetku ušlo, případně může chtít náhradu po neoprávněně zvýhodněném. Jako právně neúčinné lze určit např. i pouhé opomenutí, díky kterému dlužník pozbyl majetkové právo, nebo odmítnutí dědictví, které není předluženo.
Nicméně úspěšně lze odporovat pouze právní jednání za posledních pět let, byl-li druhé straně úmysl zkrátit věřitele skutečně znám, či za dva roky, musel-li být znám nebo se jednalo o osobu dlužníkovi blízkou. Jestliže druhá strana pouze musela u dlužníka poznat mrhání majetkem, lhůta se zkracuje na jeden rok. U bezúplatného právního jednání však platí vždy dva roky, ledaže jde o plnění zákonné povinnosti, obvyklý příležitostný dar, přiměřené věnování na veřejně prospěšný účel nebo plnění, kterým bylo vyhověno mravnímu závazku nebo ohledům slušnosti.